# Anthophora labrosa
Anthophora labrosa är en biart som beskrevs av Heinrich Friese 1911. Anthophora labrosa ingår i släktet pälsbin, och familjen långtungebin. Inga underarter finns listade i Catalogue of Life.